# Жилянін Яким Олександрович
Яким Олександрович Жилянін (22 серпня 1903, село Гайна Борисовського повіту Мінської губернії, тепер Логойського району Мінської області, Республіка Білорусь — 30 серпня 1979, СРСР) — білоруський радянський діяч, секретар ЦК КП(б) Білорусії із кадрів. Депутат Верховної ради Білоруської РСР у 1938—1963 роках. Депутат Верховної Ради СРСР 3-го скликання.

## Життєпис
Народився в селянській родині.
Член РКП(б) з 1924 року.
У 1927—1929 роках — голова Гайненської сільської ради Логойського району Мінського округу.
З 1929 року — голова Логойського районного комітету селянської взаємодопомоги Мінського округу.
У 1932 році закінчив Гомельську школу радянського та партійного будівництва 2-го ступеня.
У 1933—1935 роках — голова колгоспу імені Дзержинського Вітебського району.
З 1935 року — інструктор Вітебського міського комітету КП(б) Білорусії; секретар Вітебського районного комітету КП(б) Білорусії Вітебської області.
До червня 1939 року — 1-й секретар Оршанського районного комітету КП(б) Білорусії Вітебської області.
6 червня — 16 листопада 1939 року — секретар ЦК КП(б) Білорусії із кадрів.
У вересні — грудні 1939 року — голова Тимчасового управління міста Вільно (Вільнюса).
У грудні 1939 — 1940 року — 2-й секретар Могильовського обласного комітету КП(б) Білорусії.
У 1940—1941 роках — слухач Вищої школи партійних організаторів при ЦК ВКП(б) у Москві.
У липні 1941 року, з початку німецько-радянської війни призначений уповноваженим Евакуаційної ради при Раді народних комісарів СРСР.
23 квітня 1942 — липень 1944 року — 2-й секретар Вітебського підпільного обласного комітету КП(б) Білорусії.
У жовтні 1943 (фактично липні 1944) — вересні 1944 року — 2-й секретар Вітебського обласного комітету КП(б) Білорусії.
У вересні 1944 — травні 1946 року — 1-й секретар Полоцького обласного комітету КП(б) Білорусії.
З травня 1946 року — заступник секретаря ЦК КП(б) Білорусії із лісової промисловості — завідувач відділу лісової промисловості ЦК КП(б) Білорусії.
У 1948 році закінчив Вищу партійну школу при ЦК ВКП(б) у Москві.
У 1948—1949 роках — інспектор ЦК КП(б) Білорусії.
У квітні 1949 — жовтні 1959 року — голова виконавчого комітету Могильовської обласної ради депутатів трудящих.
У 1960—1966 роках — член Партійної комісії при ЦК КП Білорусії.
З 1966 року — персональний пенсіонер.
Помер 30 серпня 1979 року.

## Нагороди та відзнаки
- орден Жовтневої Революції
- орден Вітчизняної війни І ст. (1945)
- два ордени Трудового Червоного Прапора (28.02.1939,)
- орден Червоної Зірки
- медалі